# Крыстатица
Крыстатица (болг. Кръстатица) — село в Болгарии. Находится в Смолянской области, входит в общину Баните. Население составляет 73 человека.

## Политическая ситуация
Крыстатица подчиняется непосредственно общине и не имеет своего кмета.
Кмет (мэр) общины Баните — Райчо Стоянов Данаилов (инициативный комитет) по результатам выборов в правление общины.